# Tell Abqain
Tell Abqain (arabisch تل الأبقعين, DMG Tall al-Abqaʿain) sind die Überreste einer altägyptischen Festung von Ramses II. im westlichen Nildelta, nahe der Stadt Hosh Isa, etwa 75 km südöstlich von Alexandria.

## Geschichte
Die frühesten Belege für eine Besiedlung des Areals stammen aus der Zeit Ramses II. Die Errichtung der Festung steht im Zusammenhang mit der Anlage einer ganzen Reihe von Festungen an der Westgrenze Ägyptens. Dieser Festungsgürtel reichte vom westlichen Nildelta entlang der Mittelmeerküste bis nach Zawiyet Umm el-Rakham, 300 km westlich von Alexandria. Zweck dieser Festungen war vermutlich die Abwehr der zu dieser Zeit nach Ägypten drängenden Libyer.

## Festung
Die Festung hat eine Grundfläche von etwa 150 × 130 m. An drei Seiten sind noch signifikante Reste des Mauerwerkes aus ungebrannten Nilschlammziegeln erhalten. Im südwestlichen Bereich wurden bemerkenswerterweise drei Brunnen aus der Zeit Ramses II. freigelegt und verstreute Blöcke geben Anlass zu der Vermutung, dass möglicherweise noch ein vierter Brunnen in der Festung zu finden ist.
Von einem unvorbereiteten Besuch der Stätte muss abgeraten werden, da die lokalen Ghaffire (Wächter) von der Antikenbehörde die Anweisung haben, niemanden auf das Tell-Gelände zu lassen. Eine Erlaubnis von der Antikenbehörde des Gouvernements al-Buhaira in Damanhur ist erforderlich.